# Stomias
Stomias (Cuvier, 1816) è un genere di pesci abissali appartenenti alla famiglia Stomiidae.

## Distribuzione e habitat
Il genere ha distribuzione cosmopolita. Nel mar Mediterraneo è presente S. boa boa.
Sono pesci mesopelagici o batipelagici.

## Descrizione
Hanno il tipico aspetto "da pesce abissale". Il corpo è allungato con bocca grande armata di denti lunghi e acuminati. Sulla mandibola è presente un barbiglio di lunghezza variabile secondo le specie che porta dei fotofori.
La taglia è di qualche decina di cm.

## Biologia

### Alimentazione
Sono predatori.

## Tassonomia
Il genere comprende 10 specie:
- Stomias affinis
- Stomias atriventer
- Stomias boa
  - Stomias boa boa
  - Stomias boa ferox
- Stomias brevibarbatus
- Stomias colubrinus
- Stomias danae
- Stomias gracilis
- Stomias lampropeltis
- Stomias nebulosus